# گورنی مارنتسی
گورنی مارنتسی (به لاتین: Gorni Marentsi) یک منطقهٔ مسکونی در بلغارستان است که در پلاچکوفتسی واقع شده‌است.